# Lans-en-Vercors
Lans-en-Vercors és un municipi francès situat al departament de la Isèra i a la regió d'Alvèrnia-Roine-Alps. L'any 2007 tenia 2.384 habitants.

## Demografia

### Població
El 2007 la població de fet de Lans-en-Vercors era de 2.384 persones. Hi havia 956 famílies de les quals 283 eren unipersonals (171 homes vivint sols i 112 dones vivint soles), 249 parelles sense fills, 361 parelles amb fills i 63 famílies monoparentals amb fills.
La població ha evolucionat segons el següent gràfic:
Habitants censats

### Habitatges
El 2007 hi havia 1.849 habitatges, 974 eren l'habitatge principal de la família, 797 eren segones residències i 78 estaven desocupats. 1.065 eren cases i 778 eren apartaments. Dels 974 habitatges principals, 694 estaven ocupats pels seus propietaris, 252 estaven llogats i ocupats pels llogaters i 28 estaven cedits a títol gratuït; 54 tenien una cambra, 106 en tenien dues, 180 en tenien tres, 183 en tenien quatre i 450 en tenien cinc o més. 822 habitatges disposaven pel capbaix d'una plaça de pàrquing. A 421 habitatges hi havia un automòbil i a 503 n'hi havia dos o més.

### Piràmide de població
La piràmide de població per edats i sexe el 2009 era:
| Homes | Edats   | Dones |
| ----- | ------- | ----- |
| 0     | 95 o +  | 4     |
| 0     | 90 a 94 | 4     |
| 4     | 85 a 89 | 12    |
| 8     | 80 a 84 | 16    |
| 16    | 75 a 79 | 16    |
| 20    | 70 a 74 | 24    |
| 40    | 65 a 69 | 28    |
| 28    | 60 a 64 | 28    |
| 24    | 55 a 59 | 28    |
| 84    | 50 a 54 | 68    |
| 84    | 45 a 49 | 88    |
| 100   | 40 a 44 | 80    |
| 120   | 35 a 39 | 116   |
| 60    | 30 a 34 | 84    |
| 80    | 25 a 29 | 64    |
| 44    | 20 a 24 | 28    |
| 80    | 15 a 19 | 40    |
| 96    | 10 a 14 | 84    |
| 68    | 5 a 9   | 84    |
| 84    | 0 a 4   | 88    |

## Economia
El 2007 la població en edat de treballar era de 1.569 persones, 1.287 eren actives i 282 eren inactives. De les 1.287 persones actives 1.231 estaven ocupades (673 homes i 558 dones) i 57 estaven aturades (20 homes i 37 dones). De les 282 persones inactives 87 estaven jubilades, 121 estaven estudiant i 74 estaven classificades com a «altres inactius».

### Ingressos
El 2009 a Lans-en-Vercors hi havia 1.052 unitats fiscals que integraven 2.706,5 persones, la mediana anual d'ingressos fiscals per persona era de 22.181 €.

### Activitats econòmiques
Dels 194 establiments que hi havia el 2007, 1 era d'una empresa alimentària, 5 d'empreses de fabricació d'altres productes industrials, 20 d'empreses de construcció, 25 d'empreses de comerç i reparació d'automòbils, 3 d'empreses de transport, 25 d'empreses d'hostatgeria i restauració, 3 d'empreses d'informació i comunicació, 1 d'una empresa financera, 10 d'empreses immobiliàries, 25 d'empreses de serveis, 61 d'entitats de l'administració pública i 15 d'empreses classificades com a «altres activitats de serveis».
Dels 33 establiments de servei als particulars que hi havia el 2009, 1 era una oficina de correu, 2 tallers de reparació d'automòbils i de material agrícola, 1 taller d'inspecció tècnica de vehicles, 3 paletes, 4 guixaires pintors, 5 fusteries, 3 lampisteries, 2 electricistes, 1 empresa de construcció, 2 perruqueries i 9 restaurants.
Dels 12 establiments comercials que hi havia el 2009, 1 era un supermercat, 1 una botiga de menys de 120 m², 1 una fleca, 1 una llibreria, 1 una botiga d'equipament de la llar, 1 una botiga de mobles, 5 botigues de material esportiu i 1 una floristeria.
L'any 2000 a Lans-en-Vercors hi havia 31 explotacions agrícoles que ocupaven un total de 561 hectàrees.

## Equipaments sanitaris i escolars
El 2009 hi havia 1 centre de salut i 1 farmàcia.
El 2009 hi havia 1 escola maternal i 2 escoles elementals.

## Poblacions més properes
El següent diagrama mostra les poblacions més properes.